# Istituto di ricerca sulle acque (Verbania)

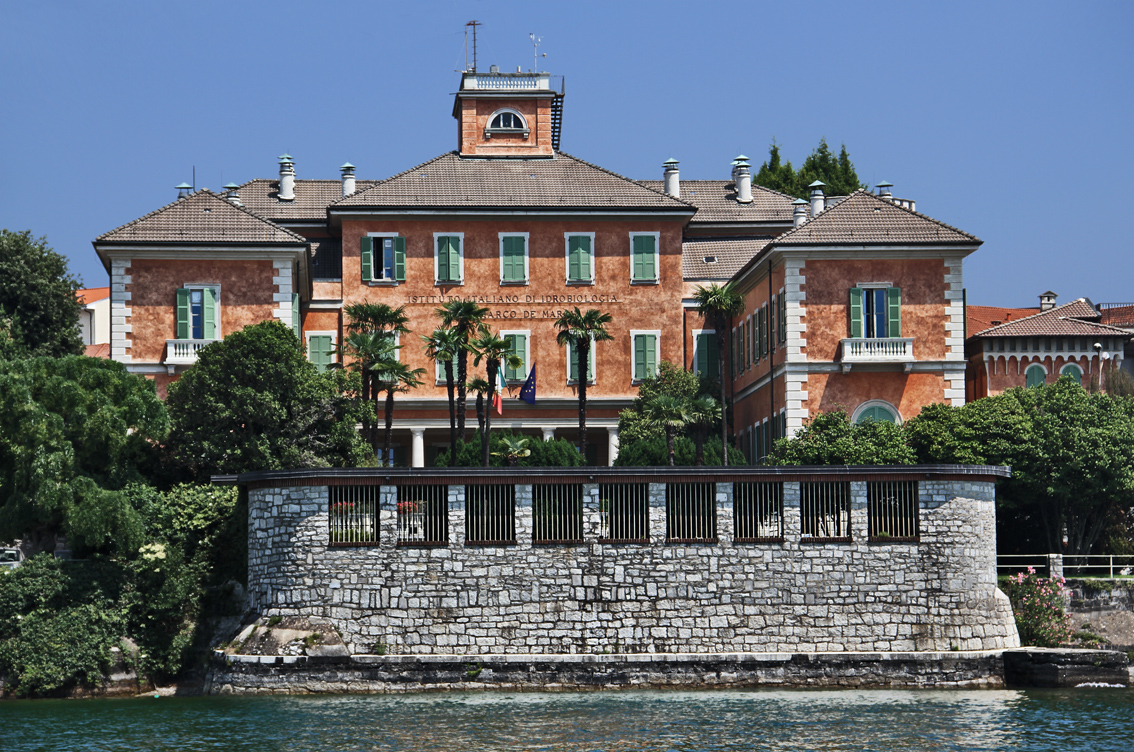
La sede dell'istituto a Verbania come si presenta nel 2011

La sede di Verbania Pallanza dell'Istituto di ricerca sulle acque (IRSA), già Istituto per lo studio degli ecosistemi e in precedenza Istituto italiano di idrobiologia, è une delle sedi degli istituti del Consiglio Nazionale delle Ricerche (CNR), afferente al Dipartimento di scienze del sistema Terra e tecnologie per l'ambiente.

## Linee di ricerca
La sede dell'IRSA di Verbania svolge attività di ricerca, valorizzazione, formazione e trasferimento tecnologico nel settore ambientale, soprattutto in:
- impatto dei cambiamenti climatici,
- conservazione e recupero degli ecosistemi,
- ecologia delle acque dolci, limnologia e paleolimnologia,
- microbiologia ambientale,
- analisi di biodiversità attuale e passata.

## Storia

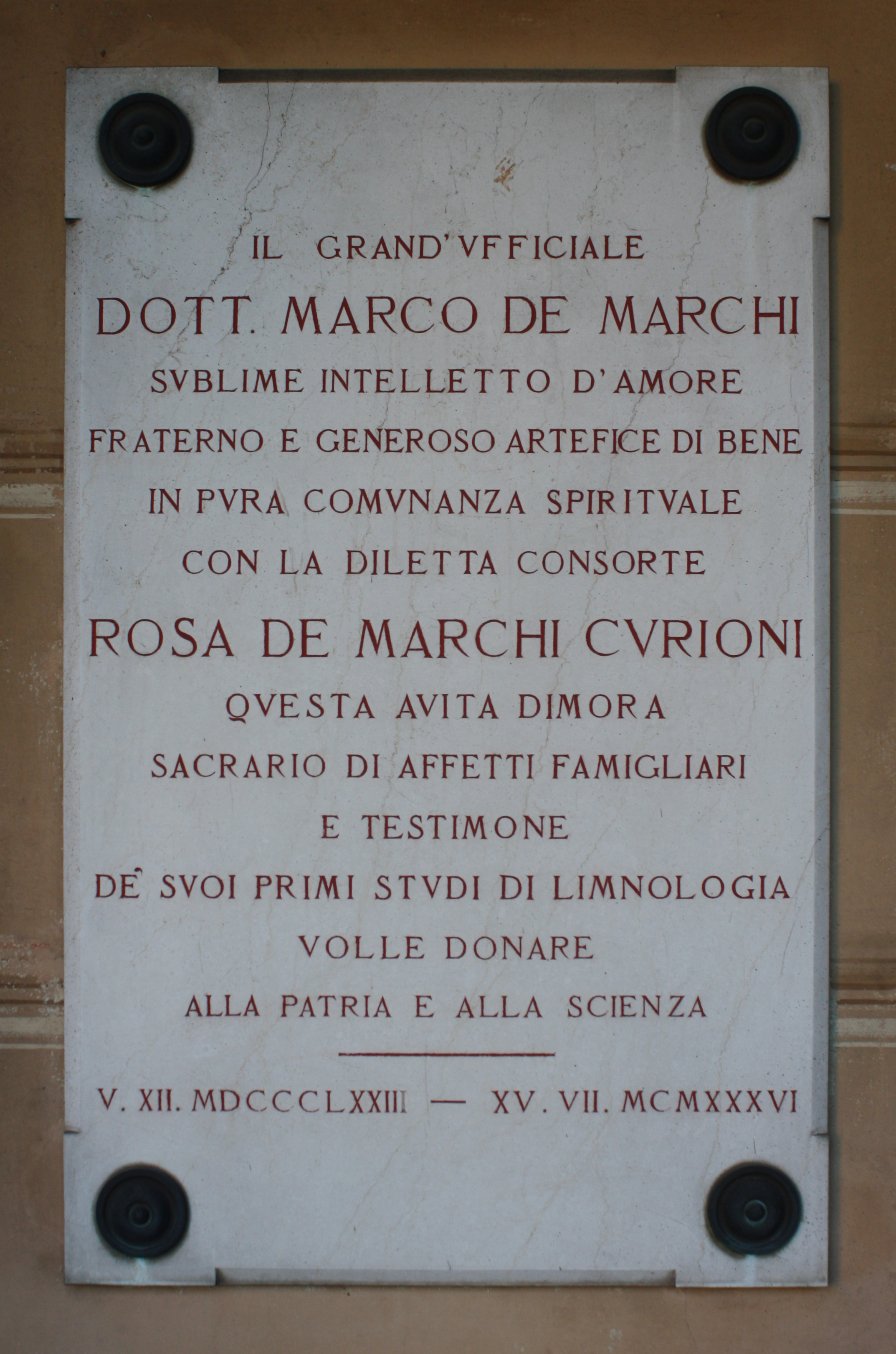
Targa in memoria di Marco De Marchi presso l'Istituto

La sede di Verbania Pallanza dell'IRSA nasce nel 1938 sul Lago Maggiore come Istituto italiano di idrobiologia, su donazione dell'edificio da parte di Rosa Curioni per onorare la memoria del marito, il limnologo Marco De Marchi, al quale viene dedicato l'Istituto.
Durante la seconda guerra mondiale la vita dell'Istituto è resa difficile dalle difficoltà economiche e di comunicazione. Tuttavia la guerra portò con sé anche eventi favorevoli per l'Istituto, facendovi confluire scienziati che vi cercarono rifugio. Arrivarono così Adriano Buzzati Traverso, Luigi Luca Cavalli Sforza, Vittorio Tonolli e Giuseppe Ramazzotti. Nel 1944 viene attivata la Sezione Genetica dell'Istituto, per ricerche di genetica e genetica delle popolazioni su materiale idrobiologico e su Drosophila. Dopo la guerra proseguono anche le ricerche di limnologia e di ecologia delle acque. Ospiti illustri si susseguono in visita, tra questi: Ramon Margalef, G. Evelyn Hutchinson, Richard A. Vollenweider, Charles Goldman, Robert G. Wetzel e W. Thomas Edmondson.
L'Istituto continua la sua attività di ricerca indipendente fino al 1977 quando diventa uno degli istituti del CNR. Una successiva ristrutturazione degli istituti all'interno del CNR nel 2002 porta alla formazione dell'Istituto per lo Studio degli Ecosistemi (ISE), con sede a Verbania e sedi secondarie a Firenze, Pisa e Sassari. Nel 2018 l'ISE viene smembrato e la sede di Verbania entra a far parte dell'Istituto di ricerca sulle acque.

## Pubblicazioni
Il Journal of Limnology è la rivista internazionale ufficiale dell'IRSA con sede a Verbania. Pubblica articoli scientifici su tutti gli aspetti della limnologia. È nata nel 1999 come continuazione delle Memorie dell'Istituto Italiano di Idrobiologia (1942-1998). Pubblicata da PAGEPress, fa parte delle riviste ad accesso libero DOAJ  Directory of Open Access Journals.
Negli ultimi 30 anni i ricercatori dell'IRSA di Verbania hanno pubblicato più di 2.000 articoli scientifici, ricevendo al 2018 oltre 20.000 citazioni.